# Ornithuroscincus bengaun
Ornithuroscincus bengaun — вид сцинкоподібних ящірок родини сцинкових (Scincidae). Ендемік Папуа Нової Гвінеї. Описаний у 2021 році.

## Поширення і екологія
Ornithuroscincus bengaun відомі з типової місцевості, розташованої в сідловині між горами Дейман і Суклінґ в провінції Мілн-Бей, на висоті 1860 м над рівнем моря.